# Вулиця Олекси Гірника (Калуш)
Вулиця Гірника — одна з вузлових вулиць Калуша.

## Розташування
Простягається від вул. Грушевського до Народного дому «Просвіти», де переходить у вулицю Сагайдачного. До вулиці Гірника прилучаються вулиці (від початку до кінця):

справа:
- Писарська
- братів Дяченків
- Рожанського

зліва:
- Гната Мартинця
- Луки Загірські

## Історія
Одна з найдавніших міських вулиць, яка вела від міста до колишнього підміського села Загір'я (а далі — до Хотіня та Підмихайля) і називалася Загірською. 1.01.1925 колишнє підміське село Загір'я увійшло в межі Калуша і вулиця стала центральною в цьому напрямку, але у повоєнний час частково втратила своє значення через закриття переїзду через залізницю та знищення мосту через Лімницю. Задля насадження шовіністичної доктрини «міці російської зброї» рішенням райвиконкому № 19 14.03.1947 Загірська перейменована на вулицю Ушакова.
За радянських часів на вулиці містилася міська пральня (нині у цьому приміщенні міститься сауна) та управління і майстерня ремонту екскаваторів (тепер більшу частину приміщень віддано комерційним структурам).
На вулиці присутня садибна одноповерхова забудова у стилі польського конструктивізму 1930-х рр. В одному з таких будинків мешкав український дисидент, політв'язень, Герой України Олекса Гірник, на честь якого 3 грудня 1992 р. названо цю вулицю. 21 січня 1993 року відкрито меморіальну дошку Олексі Гірнику, а в 2008 р. встановлена меморіальна дошка роботи Ігоря Семака.
19 вересня 2016 р. рішенням міської ради вулицю Гірника подовжено на 200 метрів за річкою Млинівкою за рахунок вулиці Сагайдачного. 2017 р. на частині тротуару постелена нова бруківка.